# Région de Vysočina
La région de Vysočina (en tchèque : Kraj Vysočina ou Vysočina, i.e. le Hautes terres, les Hauteurs) est une des 14 régions de la Tchéquie. Son territoire est partagé entre la Bohême et la Moravie. Sa capitale administrative est la ville de Jihlava.

## Géographie
L'ensemble du territoire de la région de Vysočina se situe dans la région les plateaux Tchéco-morave. Au sud, la partie comporte des collines de Jevišovice et au nord, des Hautes terres de Javořická, les montagnes de Křemešnická à l'ouest, les hautes collines de Sázava au nord, les collines de Žďár avec la haute terre Hornosvratecká au nord et la haute terre Křižanovská au centre. La plus haute montagne de Javořice (836,5 m) est située dans les collines de Jihlava (Javořická vrchovina). Le deuxième sommet est le Devět skal à Žďárské vrchy (836 m).  
La plus haute montagne Javořice (836,5 m) est située dans les collines de Jihlava. Les sommets les plus élevées sont les Neuf roches de Žďárské vrchy. 
À l'époque de l'Empire austro-hongrois, le centre symbolique de l'Europe se serait trouvé près de la colline de Melechov, à l'ouest du district actuel de Havlíčkv Brod, mais des informations précises sur le motif du marquage ne sont pas connues.

## Districts

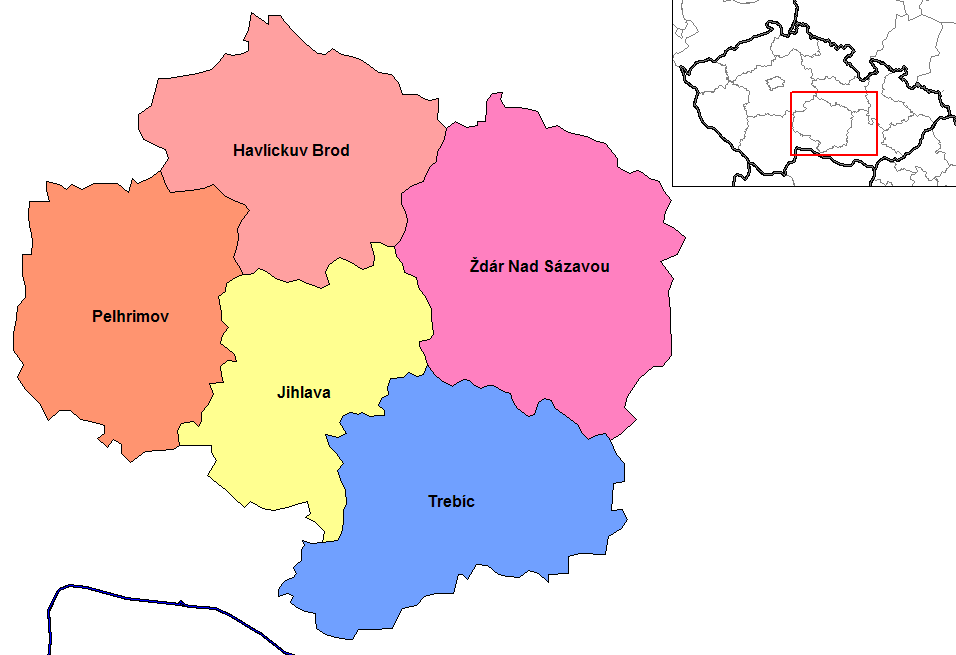
Les districts

La région compte cinq districts (en tchèque : okres), qui portent le nom de leur chef-lieu :
- district de Havlíčkův Brod
- district de Jihlava
- district de Pelhřimov
- district de Třebíč
- district de Žďár nad Sázavou

## Villes principales
Population des principales villes de la région au 1er janvier 2024 et évolution depuis le 1er janvier 2023 :
| Jihlava                  | district de Jihlava          | 53 986 | en augmentation |
| Třebíč                   | district de Třebíč           | 34 797 | en augmentation |
| Havlíčkův Brod           | district de Havlíčkův Brod   | 23 746 | en augmentation |
| Žďár nad Sázavou         | district de Žďár nad Sázavou | 20 525 | en stagnation   |
| Pelhřimov                | district de Pelhřimov        | 16 420 | en stagnation   |
| Velké Meziříčí           | district de Žďár nad Sázavou | 11 627 | en augmentation |
| Humpolec                 | district de Pelhřimov        | 11 447 | en augmentation |
| Nové Město na Moravě     | district de Žďár nad Sázavou | 9 904  | en diminution   |
| Chotěboř                 | district de Havlíčkův Brod   | 9 096  | en diminution   |
| Bystřice nad Pernštejnem | district de Žďár nad Sázavou | 7 896  | en diminution   |
| Moravské Budějovice      | district de Třebíč           | 7 135  | en diminution   |
| Světlá nad Sázavou       | district de Havlíčkův Brod   | 6 452  | en augmentation |
| Třešť                    | district de Jihlava          | 5 815  | en augmentation |
| Velká Bíteš              | district de Žďár nad Sázavou | 5 574  | en augmentation |
| Polná                    | district de Jihlava          | 5 230  | en diminution   |
| Telč                     | district de Jihlava          | 5 185  | en diminution   |
| Ledeč nad Sázavou        | district de Havlíčkův Brod   | 4 832  | en diminution   |

## Économie
Les industries du bois, du verre, des machines, du travail des métaux, du textile, de l'ameublement et de l'alimentation sont utilisées dans la région et il existe 25 zones industrielles.
Deux sociétés du groupe allemand MANN + HUMMEL sont basées à Nová Ves à Třebíčsko: MANN + HUMMEL (CZ) et MANN + HUMMEL Service, qui emploient ensemble plus de 1200 personnes. Le premier produit des filtres à liquide et à air ainsi que d’autres composants pour l’ingénierie, principalement l’industrie automobile, tandis que le second fournit des services pour d’autres succursales du groupe MANN + HUMMEL.  

## Sport
Nové Město na Moravě est une ville de biathlon où se tient chaque année la Coupe du monde de biathlon. La fréquentation est d'environ trente mille personnes du monde entier.   

## Culture
De nombreux films ont été tournés dans la région de Vysočina. Le film pour enfants Micimutr a été filmé au château de Ledeč nad Sázavou et Pyšná princezna (La fière princesse) à Telč et au château Orlík près de Humpolec. Parmi les autres films tournés dans la région de Vysočina figurent Postřižiny, All Good Natives, Devil's Quill, L'Ange du Seigneur 2, La victime mortuaire et Spunts on the Water. L'année 2019 a été déclarée l'année du Film Highlands. L'événement comprend également une publication ou un jeu interactif.  